# Воловодовка
Волово́довка (укр. Воловодівка) — село на Украине, находится в Немировском районе Винницкой области.
Код КОАТУУ — 0523081001. Население по переписи 2001 года составляет 489 человек. Почтовый индекс — 22810. Телефонный код — 4331.
Занимает площадь 1,32 км².

## Адрес местного совета
22855, Винницкая область, Немировский р-н, с. Воловодовка